# Viti Do
Viti Do (en serbe cyrillique : Вити До) est un village du sud du Monténégro, dans la municipalité de Budva.

## Démographie

### Évolution historique de la population
| 1948 | 1953 | 1961 | 1971 | 1981 | 1991 | 2003 |
| ---- | ---- | ---- | ---- | ---- | ---- | ---- |
| 76   | 85   | 100  | 116  | 129  | 147  | 197  |